# 소노 미쓰코
소노 미츠코(일본어: 園 光子 その みつこ[*], 게이초 7년 (1602년) - 메이레키 2년 2월 11일 (1656년 3월 6일))는 고미즈노오 천황의 후궁이다. 고코묘 천황의 생모이다. 원호는 미부인 (壬生院)이다. 아버지는 참의 소노 모토타다 (사망 후 좌대신으로 추증)이다. 초명은 쿠니코(国子), 츠구코(継子)이다.

## 생애
고미즈노오 천황의 후궁으로 들어가 쿄고쿠노츠보네(京極局)로 불렸다. 간에이 10년 (1633년)에 고코묘 천황을 낳았다. 그 후에도, 슈쵸 법친왕ㆍ겐쇼 여왕ㆍ소쵸 여왕ㆍ황녀 (카츠라노미야)를 낳았다. 고코묘 천황의 치세 때인 조오 3년 (1654년) 8월 18일, 준삼궁에 올랐으나, 같은 해 9월 20일, 고코묘 천황이 승하했다. 같은 해 10월 6일에 다음 천황인 고니시 천황으로부터 미부인 (壬生院)의 원호를 선하받았고, 미츠코는 10월 26일에 출가했다. 교토부 교토시 히가시야마구 이마쿠마노센잔쵸의 센뉴지 내에 있는 쓰키노와 능에 묘가 있다.
국모가 된 그녀의 존재로, 출신 가문의 지위는 크게 높아졌고, 미츠코의 아버지인 모토타다에게는 쇼호 2년 (1645년)에 좌대신으로 추증되었다. 미츠코의 오빠인 곤다이나곤 소노 모토나리의 딸 쿠니코도 고미즈노오 천황의 후궁이 되어 레이겐 천황을 낳았다. 국모를 두명이나 배출한 소노가는 이후 크게 번창하였다.